# Better (canción de Twice)
«Better» es una canción grabada por el grupo femenino surcoreano Twice. Fue lanzada oficialmente por Warner Music Japan en formato físico y digital el 18 de noviembre de 2020 y corresponde al séptimo sencillo japonés de su discografía. Fue escrita por Lauren Kaori y Mio Jorakuji, y compuesta por Eunsol, Lauren Kaori, Brayton Bowman, Chiyo Hiraoka, Sophia Pae y Zara Larsson. La canción y su vídeo musical fueron publicados el 10 de noviembre de 2020.
Posteriormente, fue incluida en el tercer álbum de estudio japonés del grupo titulado Perfect World (2021).

## Antecedentes y lanzamiento
En medio de la promoción del lanzamiento del tercer álbum compilatorio de Twice titulado #Twice3 lanzado el 16 de septiembre de 2020, JYP Entertainment anunció el 23 de septiembre que el grupo lanzaría su séptimo sencillo japonés, que llevaría por nombre Better, cuya fecha de lanzamiento oficial sería el 18 de noviembre de 2020. Además se informó que el álbum sencillo incluiría dos canciones, «Better» y «Scorpion», siendo la primera el título principal, además las versiones instrumentales de ambas. Se reveló además la portada y fotos conceptuales del sencillo.
El 7 de octubre, la cuenta oficial japonesa de Twice en YouTube publicó un vídeo de la sesión fotográfica para el nuevo lanzamiento, en donde se reveló, por primera vez, parte de la canción.
Serán lanzadas cuatro versiones del sencillo: Primera edición limitada A, Primera edición limitada B, Disco normal y Edición limitada para ONCE JAPAN, que será vendido exclusivamente a miembros de Once Japan. Además, el sencillo llevará adjunto un DVD en su primera edición limitada A, que contendrá la grabación del vídeo musical y el vídeo de la sesión fotográfica de la portada del álbum.

## Vídeo musical
El 10 de noviembre fue publicado a través de la cuenta oficial de Twice Japón el sencillo junto con su vídeo musical.
El 18 de noviembre, la cuenta de Twice Japón publicó el vídeo de práctica de la canción, en la cual no participó Jeongyeon, quien se mantuvo ausente en gran parte del período de promoción por problemas de salud.

## Lista de canciones
| CD    |                           |                            |                                                       |                                                         |          |  |
| N.º   | Título                    | Letras                     | Música                                                | Arreglo                                                 | Duración |  |
| 1.    | «Better»                  | Lauren Kaori, Mio Jorakuji | Eunsol, Lauren Kaori                                  | Brayton Bowman, Chiyo Hiraoka, Sophia Pae, Zara Larsson | 3:44     |  |
| 2.    | «Scorpion»                | Kiee                       | Julia Ross, Krysta Youngs, Lee Woo-min "collapsedone" | Brayton Bowman, Chiyo Hiraoka, Sophia Pae, Zara Larsson | 3:28     |  |
| 3.    | «Better» (Instrumental)   |                            | Eunsol, Lauren Kaori                                  | Brayton Bowman, Chiyo Hiraoka, Sophia Pae, Zara Larsson | 3:44     |  |
| 4.    | «Scorpion» (Instrumental) |                            | Julia Ross, Krysta Youngs, Woo min Lee collapsedone   | Brayton Bowman, Chiyo Hiraoka, Sophia Pae, Zara Larsson | 3:28     |  |
| 14:24 |                           |                            |                                                       |                                                         |          |  |

## Posicionamiento en listas
| Lista (2020)                 | Mejor posición |
| ---------------------------- | -------------- |
| Japón (Oricon Singles Chart) | 2              |
| Japón (Japan Hot 100)        | 3              |

## Certificaciones
| País                                               | Organismo certificador | Certificación | Ventas certificadas | Ref.   |
| -------------------------------------------------- | ---------------------- | ------------- | ------------------- | ------ |
| Japón                                              | RIAJ                   | Platino       | 250,000*            | [ 14 ] |
| *Cifras de ventas basadas sólo en certificaciones. |                        |               |                     |        |

## Historial de lanzamiento
| País  | Fecha                   | Formato                           | Sello              | Ref.   |
| ----- | ----------------------- | --------------------------------- | ------------------ | ------ |
| Japón | 18 de noviembre de 2020 | CD DVD Descarga digital streaming | Warner Music Japan | [ 15 ] |